# Václav Smil
Václav Smil (* 9. prosince 1943, Plzeň) je kanadský vědec českého původu, emeritní profesor University of Manitoba ve Winnipegu (Distinguished Professor Emeritus).

## Životopis
Narodil se v Plzni během druhé světové války. V roce 1965 získal doktorát z přírodních věd (RNDr.) v oboru ekonomická geografie na katedře ekonomické geografie Přírodovědecké fakulty Univerzity Karlovy v Praze. V roce 1969 z Československa emigroval, nejprve do Spojených států. Studoval pak na Pensylvánské státní univerzitě ve Filadelfii, kde v roce 1971 získal titul Ph.D. v oboru geografie. Od roku 1972 žije v Kanadě.
Věnuje se interdisciplinárnímu výzkumu v oblastech energetiky, vývoje životního prostředí a obyvatelstva, produkce potravin, technických inovací, hodnocení rizik a veřejné politiky. Miloš Čermák jej ve svém komentáři pro server iHNed označil za mezioborového akademika a renesančního člověka.
Do roku 2011 působil jako vysokoškolský profesor na katedře životního prostředí a geografie Clayton H. Riddell Faculty of Environment, Earth, and Resources University of Manitoba ve Winnipegu, kde vyučoval předměty zabývající se energií, atmosférickou změnou, hospodářským a technologickým vývojem v Číně, populačním a ekonomickým vývojem ve světě.
Václav Smil je ženatý, jeho manželka Eva Smilová je lékařka. Jejich syn David je chemik v oboru organické a syntetické chemie.

## Dílo a ocenění
Smil dosud napsal více než čtyři desítky knih, řadu z nich o energetice a životním prostředí. Až do roku 2013 nevyšla žádná Smilova kniha v češtině.
V rozhovoru s Lidovými novinami ze dne 7. dubna 2018 prohlásil Václav Smil, že podle jeho soudu nebyla v minulých 50 letech žádná přelomová inovace. Dále řekl: „Bez pokroku v osmdesátých letech 19. století by nebylo v naší moderní civilizaci nic. Podle mne byla nejpodstatnější pro další pokrok výroba, rozvod a používání elektřiny.“ Smilovy knihy obdivuje druhý nejbohatší muž světa, Bill Gates; četl prý většinu ze 44 Smilových podstatných děl. Smil se soukromě stýká také se zakladatelem Facebooku Markem Zuckerbergem.
Je členem Královské vědecké společnosti Kanady. Obdržel cenu Americké asociace pro rozvoj vědy za popularizaci vědy a techniky. Časopis Foreign Policy jej v roce 2010 zařadil mezi stovku nejvlivnějších lidí světa. Druhý nejbohatší muž světa, zakladatel Microsoftu Bill Gates, ho označuje za jednoho z nejinspirativnějších a nejzajímavějších intelektuálů současnosti. Smil je také držitelem druhého nejvyššího kanadského vyznamenání Order of Canada.
V roce 2023 při návštěvě své alma mater obdržel Zlatou pamětní medaili Univerzity Karlovy. „Vážit si práce našich absolventů, které režim přinutil odejít do zahraničí, a oni si přesto udržují české vazby a hlásí se ke své alma mater, je nesmírně důležité,“ řekl při příležitosti předání medaile prorektor Kuklík. Při této příležitosti obdržel také stříbrnou medaili Přírodovědecké fakulty UK a pamětní plaketu České geografické společnosti.

### Knihy v češtině
- 2013 : Fakta a mýty o energetice: Jak vrátit debatu o energetice zpátky na zem. Moravskoslezský dřevařský klastr. ISBN 978-80-7464-365-1
- 2017 : Globální katastrofy a trendy. Kniha Zlín. ISBN 9788074735288
- 2017 : Jak se vyrábí dnešní svět: materiály a dematerializace. BizBooks. ISBN 9788026506737
- 2018 : Energie: průvodce pro začátečníky. Kniha Zlín. ISBN 978-80-7473-634-6
- 2018 : Ropa: průvodce pro začátečníky. Kniha Zlín. ISBN 978-80-7473-703-9
- 2020 : Čísla nelžou. Kniha Zlín. ISBN 978-80-7662-220-3
- 2022 : Velké proměny. Kniha Zlín. ISBN 978-80-7662-406-1
- 2023 : Jak svět doopravdy funguje. Kniha Zlín. ISBN 978-80-7662-459-7
- 2023 : Růst: Od mikroorganismů po megapole. Academia. ISBN 9788020034526
- 2024 : Velikost. Kniha Zlín. ISBN 978-80-7662-539-6

### Knihy v angličtině
- 2023 : Invention and Innovation: A Brief History of Hype and Failure. The MIT Press ISBN 978-0262048057
- 2022 : How the World Really Works: The Science Behind How We Got Here and Where We're Going. Viking, London ISBN 9780241454398 ISBN 0593297067
- 2021 : Grand Transitions: How the Modern World Was Made. Oxford University Press. ISBN 978-0241454398
- 2020 : Numbers Don't Lie: 71 Things You Need To Know About The World. Penguin. ISBN 978-0241454411
- 2019 : SMIL, VACLAV,. Growth From microorganisms to megacities. Cambridge: [s.n.] 1 online resource (688 pages) s. ISBN 9780262354516, ISBN 0262354519. OCLC 1099680394
- 2017 : Energy and Civilization: A History The MIT Press ISBN 9780262035774
- 2015 : Natural Gas: Fuel for the 21st Century. Wiley ISBN 9781119012863
- 2015 : Power Density: A Key to Understanding Energy Sources and Uses The MIT Press ISBN 9780262029148
- 2013 : Making the Modern World: Materials and Dematerialization Wiley ISBN 978-1119942535
- 2013 : Made in the USA: The Rise and Retreat of American Manufacturing The MIT Press ISBN 978-0262019385
- 2013 : Should We Eat Meat? Evolution and Consequences of Modern Carnivory Wiley ISBN 978-1118278727
- 2013 : Harvesting the Biosphere; What We Have Taken from Nature The MIT Press ISBN 978-0262018562
- 2012 : Japan’s Dietary Transition and Its Impacts The MIT Press ISBN 978-0313381775
- 2010 : Prime Movers of Globalization: The History and Impact of Diesel Engines and Gas Turbines The MIT Press Cambridge, 261 p. ISBN 978-0-262-01443-4
- 2010 : Energy Myths and Realities: Bringing Science to the Energy Policy Debate The AEI Press, Washington, D.C., 212p. ISBN 978-0-8447-4328-8
- 2010 : Energy Transitions: History, Requirements, Prospects. Praeger Santa Barabara, CA, 178 p. ISBN 978-0-313-38177-5
- 2010 : Why America is Not a New Rome MIT Press Cambridge, 322 p. ISBN 978-0-262-19593-5[14]
- 2008 : Global Catastrophes and Trends: The Next Fifty Years, The MIT Press, Cambridge, xi + 307 p. ISBN 978-0-262-19586-7
- 2008 : Oil: A Beginner's Guide Oneworld Publications ISBN 9781851685714
- 2008 : Energy in Nature and Society: General Energetics of Complex Systems, The MIT Press, Cambridge, xi + 480 p.
- 2006 : Energy: A Beginner's Guide Oneworld Publications ISBN 9781851684526
- 2006 : Transforming the Twentieth Century: Technical Innovations and Their Consequences, Oxford University Press, New York, x + 358 p.
- 2005 : Creating the Twentieth Century: Technical Innovations of 1867-1914 and Their Lasting Impact, Oxford University Press, New York, xv + 350 p.
- 2004 : China’s Past, China’s Future, RoutledgeCurzon, New York et Londres, xvi + 232 p.
- 2003 : Energy at the Crossroads Global Perspectives and Uncertainties, The MIT Press, Cambridge, xiv + 427 p.
- 2002 : The Earth's Biosphere: Evolution, Dynamics and Change, The MIT Press, Cambridge, xxviii + 360 p.
- 2001 : Enriching the Earth: Fritz Haber, Carl Bosch and the Transformation of World Food Production, The MIT Press, Cambridge, xvii + 411 p.
- 2000 : Feeding the World: A Challenge for the 21st Century, The MIT Press, Cambridge, xxviii + 360 p.
- 2000 : Cycles of Life: Civilization and the Biosphere, Scientific American Library, New York, x + 221 p.
- 1998 : Energies: An Illustrated Guide to the Biosphere and Civilization, The MIT Press, Cambridge, xi + 217 p.
- 1994 : Energy in World History, Westview Press, Boulder, xviii + 300 p.
- 1993 : China's Environment: An Inquiry into the Limits of National Development, M. E. Sharpe, Armonk, xix + 257 p. Winner of the 1995 Joseph Levenson Book Prize.
- 1993 : Global Ecology: Environmental Change and Social Flexibility, Routledge, London, xiii + 240 p.
- 1991 : General Energetics: Energy in the Biosphere and Civilization, John Wiley, New York, xiii + 369 p.
- 1988 : Energy in China's Modernization, M.E. Sharpe, Armonk, xiv + 250 p.
- 1987 : Energy Food Environment: Realities Myths Options, Oxford University Press, Oxford, ix + 361 p.
- 1985 : Carbon Nitrogen Sulfur: Human Interference in Grand Biospheric Cycles, Plenum Press, New York, xv + 459 p.
- 1984 : The Bad Earth: Environmental Degradation in China, M.E. Sharpe, Armonk, xvi + 245 p.
- 1983 : Biomass Energies: Resources, Links, Constraints, Plenum Press, New York, xxi + 453 p.
- 1982 : (in collaboration with P. Nachman and T.V. Long, II) Energy Analysis in Agriculture: An Application to U.S. Corn Production, Westview Press, Boulder, xvi + 191 p.
- 1980 : (in collaboration with W. E. Knowland) Energy in the Developing World, Oxford University Press, Oxford, 386 p.
- 1976 : China's Energy: Achievements, Problems, Prospects, Praeger Publishers, New York, xxi + 246 p.